# Wonder Man (miniserie)
Wonder Man es una próxima miniserie de televisión estadounidense creada por Destin Daniel Cretton y Andrew Guest para el servicio de streaming Disney+, basada en el personaje de Marvel Cómics del mismo nombre. Está destinada a ser una de las series de televisión en el Universo cinematográfico de Marvel (UCM) producida por Marvel Studios, compartiendo continuidad con las películas de la franquicia. Guest se desempeña como escritor principal. La serie también es producida por Family Owned y Onyx Collective.
Yahya Abdul-Mateen II interpretará a Simon Williams / Wonder Man, junto a Ben Kingsley, Demetrius Grosse y Ed Harris. En diciembre de 2021, Cretton firmó un acuerdo general con Marvel Studios para crear series de televisión para Disney+, con una serie de comedia ya en desarrollo en ese momento. En junio de 2022, se reveló que la serie se centraría en Wonder Man, con Guest involucrado y Cretton listo para dirigir los episodios de la serie. Abdul-Mateen se unió al reparto en octubre, con Stella Meghie y James Ponsoldt también dirigiendo en febrero de 2023. El rodaje comenzó a principios de abril de 2023 en Los Ángeles, antes de que se suspendiera la producción a finales de mayo debido a la Huelga del Sindicato de Guionistas de Estados Unidos de 2023. Se reanudó a principios de enero de 2024.
Wonder Man está programada para ser estrenada en Disney+ en diciembre de 2025, y constará de 8 episodios. Será estrenada bajo el sello "Marvel Spotlight".

## Reparto y personajes
- Yahya Abdul-Mateen II como Simon Williams / Wonder Man: Un actor y doble de acción con superpoderes que audiciona para el papel principal en una serie de televisión de superhéroes.[1]
- Ben Kingsley como Trevor Slattery: Un actor fracasado que previamente se hizo pasar por el Mandarín y fue secuestrado por la organización de los Diez Anillos, convirtiéndose en el "bufón" de la corte de Xu Wenwu.[2]
- Demetrius Grosse como Eric Williams / Segador: El hermano de Simon[3][4]
- Ed Harris como Neal Saroyan: El agente de Simon[5][6]
- Arian Moayed como P. Cleary: Un agente del Departamento de Control de Daños (DODC)[7]

Además, Lauren Glazier, Josh Gad, Byron Bowers, Béchir Sylvain, y Manny McCord han sido elegidos para papeles no revelados.

## Episodios
La serie constará de ocho episodios, con Destin Daniel Cretton dirigiendo los dos primeros. Stella Meghie, James Ponsoldt y Tiffany Johnson también dirigieron episodios de la serie.

## Producción

### Desarrollo
En diciembre de 2021, Destin Daniel Cretton firmó un contrato de varios años con Marvel Studios para desarrollar proyectos de televisión para Disney+, con una serie de comedia que ya está en desarrollo en ese punto. Cretton produciría la serie a través de su productora recién creada, Family Owned. Esto fue junto con el regreso de Cretton para escribir y dirigir la secuela de la película del Universo cinematográfico de Marvel (UCM) Shang-Chi y la leyenda de los Diez Anillos (2021). En junio de 2022, se reveló que la serie estaba en desarrollo temprano y se tituló Wonder Man, centrada en el personaje Simon Williams / Wonder Man, con Andrew Guest se unió para desarrollar la serie y se desempeñó como escritor principal; anteriormente se desempeñó como productor consultor en Hawkeye (2021). También se esperaba que Cretton dirigiera episodios de la serie, y fue nombrado director en octubre. Joe Otterson en Variety señaló que la serie tenía la posibilidad de ser una "sátira de Hollywood", lo que consideró que tenía sentido dada la historia del personaje en los cómics como actor y especialista. En febrero de 2023, James Ponsoldt entró en negociaciones para dirigir episodios de la serie, mientras que Stella Meghie fue contratada para dirigir varios episodios de la serie a finales de mes. Posteriormente, Ponsoldt fue designado director junto con Bonnie Munoz como productora. En octubre de 2023, Marvel Studios cambió su filosofía creativa a un proceso de desarrollo televisivo más tradicional, alejándose de los escritores principales y comenzó a contratar showrunners dedicados para su serie; Guest se convirtió en showrunner de Wonder Man. La serie está pensada para constar de 10 episodios. Los productores ejecutivos de la serie incluyen a Kevin Feige junto a Guest y Cretton. Onyx Collective también produce la serie.
Debido a que Wonder Man se desarrolló antes de que Marvel Studios, a finales de 2023, se inclinara hacia una serie de televisión de varias temporadas, para mayo de 2025 estaban adoptando una estrategia de "esperar y ver" sobre si tendría una segunda temporada.

### Guion
Kira Talise, Madeline Walter, Paul Welsh, Anayat Fakhraie, Zeke Nicholson, Roja Gashtili y Julia Lerman están trabajando en la serie. Winderbaum describió la serie como una historia de dos personajes, con Simon Williams y Trevor Slattery, ambos actores. La calificó como una "carta de amor a Hollywood", y a la profesión de la actuación. Winderbaum añadió que la serie surgió directamente de la mente de Cretton y Guest, y la calificó de "muy sincera". La serie presenta homenajes a las apariciones de Simon en los cómics de los Vengadores de la Costa Oeste de la década de 1980.

### Casting
En agosto de 2022, se reveló que Ben Kingsley retomaría su papel del UCM de Trevor Slattery en la serie, que se dijo que era un "papel importante". En Octubre, Yahya Abdul-Mateen II fue elegido como Simon Williams / Wonder Man. Nathan Fillion apareció en carteles de películas como Simon Williams en una secuencia cortada de Guardianes de la Galaxia vol. 2 (2017). James Gunn, el director de esa película, disfrutó del Hombre Maravilla de los cómics, y sintió que Fillion podía interpretar a "un actor/superhéroe a veces idiota" que es el personaje, y aunque su apariencia fue cortada, todavía los consideraba canon al UCM. Lauren Glazier fue elegida para un papel secundario no revelado en febrero de 2023. El mes siguiente, Demetrius Grosse fue elegido como el hermano de Simon Eric Williams / Segador, mientras que Ed Harris fue elegido como el agente de Simon, Neal Saroyan. A finales de abril, Josh Gad se había unido al reparto.

### Rodaje
La fotografía principal comenzó el 5 de abril de 2023 en Los Ángeles, bajo el título provisional Callback, con Cretton, Meghie, y Ponsoldt dirigiendo la serie. Los directores de fotografía incluyen a Brett Pawlak, con Armando Salas trabajando en los episodios de Ponsoldt. Inicialmente se esperaba que la filmación concluyera a principios de agosto. . El trabajo de escenario sonoro se realizó en Radford Studio Center en Studio City, Los Ángeles. El rodaje se estaba llevando a cabo alrededor de Hollywood Boulevard en Los Ángeles el 4 de mayo de 2023, cuando piqueteros que participaban en la Huelga del Sindicato de Guionistas de Estados Unidos de 2023 intentaron cerrar la producción; sin embargo, el rodaje de la serie aún continuaba durante la huelga en ese momento y no se esperaba que se viera afectado por la huelga. Se informó que Marvel Studios estaba planeando filmar lo que pudieran durante la fotografía principal y hacer los ajustes de escritura necesarios durante las nuevas tomas de la serie ya programadas.  Picketers detuvo la producción cuando volvió a filmar en Radford Studio Centro el 8 de mayo. La producción se suspendió a finales de mes, con planes de reanudarse después de que concluyeran la huelgas de la WGA y la posterior SAG-AFTRA.
En octubre de 2023, Joanna Robinson, coautora del libro, MCU: The Reign of Marvel Studios, informó que Marvel Studios estaba considerando no seguir adelante con la serie, a pesar de que ya estaba filmando material antes de los ataques. Tras la conclusión de la huelga SAG-AFTRA en noviembre y la salida de Cretton de dirigir Avengers: The Kang Dynasty (2026) para centrarse en sus compromisos con otros proyectos del UCM, incluido Wonder Man, el rodaje se reanudaría a finales de mes después del Día de Acción de Gracias. El rodaje se reanudó en Los Ángeles a principios de enero de 2024. J.C. "Spike" Osorio, técnico de iluminación, falleció durante las labores de producción en el set de Radford Studio Center el 6 de febrero, tras caerse de las vigas. Disney y Radford Studio Center recibieron multas de $36,000 y $45,000, respectivamente, después de que la División de Seguridad y Salud Ocupacional de California concluyera su investigación sobre la muerte de Osorio y descubriera que el deterioro de las condiciones de la pasarela donde se encontraba Osorio provocó su muerte. La mayor parte del rodaje se completó a principios de febrero, con regrabaciones planeadas para las semanas siguientes. El rodaje concluyó en abril de 2024.

### Posproducción
Gina Sansom se desempeña como editora de la serie, después de trabajar anteriormente con Cretton en American Born Chinese (2023).

## Marketing
Las primeras imágenes de la serie se incluyeron en un video publicado por Disney+ en octubre de 2024, donde se anunciaba el calendario de lanzamientos de los proyectos de Marvel Television y Marvel Animation hasta finales de 2025. Se mostraron más imágenes, presentadas por Kingsley, durante la presentación de upfront de Disney en mayo de 2025. En julio de 2025, Abdul-Mateen apareció como Williams en el estreno con alfombra roja de la película del UCM Los Cuatro Fantásticos: primeros pasos. Williams calificó a Wonder Man como un "papel de ensueño", ya que disfrutó de la película original de joven. George Marston de Total Film sintió que la referencia de Williams a un proyecto ficticio anterior de Wonder Man que existía dentro del MCU era una forma de que Marvel Studios reconciliara la referencia a Wonder Man en la escena eliminada de Vol. 2.

## Estreno
Wonder Man está programada para estrenarse en diciembre de 2025, y constará de ocho episodios. Inicialmente se esperaba que se estrenara durante la temporada de televisión 2023–24, pero su fecha de lanzamiento no estaba clara para septiembre de 2023 dado que la filmación aún no se había completado en medio de las huelgas en curso de WGA y SAG-AFTRA. El mes de lanzamiento de diciembre de 2025 se anunció en octubre de 2024. A Feige no le gustó retrasar la serie, diciendo que no le gustaba tener "cosas en los estantes" listas para salir. Añadió que dos series similares, The Franchise (2024) de HBO y The Studio (2025-presente) de Apple TV+, se habían estrenado desde el retraso de Wonder Man y que ahora parecería que Marvel Studios estaba "siguiendo una tendencia, en lugar de liderarla". La serie formará parte de Fase Seis del UCM, y se estrenará bajo el título "Marvel Spotlight".